# Torre Moshe Aviv
La Torre Moshé Aviv, conocida popularmente como City Gate, es un rascacielos ubicado en el Distrito de la Bolsa de Diamantes, en la ciudad de Ramat Gan, en Israel. Es el edificio más alto del país, superando a la Torre Circular del Centro Azrieli cuando concluyó su construcción. En el año 2007, la torre era el octavo rascacielos más alto de Oriente Próximo. Fue bautizado con el nombre del dueño de la compañía que se encargó de su construcción, que murió como consecuencia de una caída cuando montaba a caballo en octubre de 2001 antes de que se completara la construcción de la torre. Las obras comenzaron en 1998 y concluyó en 2001, siendo inaugurado en 2003. Su coste fue de 170 millones de dólares. La altura del edificio es de 244 metros. Cuenta con 74 plantas en altura y 6 subterráneas. Su superficie total ronda los 180.000 m². Dentro del rascacielos hay una sinagoga.
- Datos: Q1093913
- Multimedia: Moshe Aviv Tower / Q1093913